# Leslie Jane Ferrar
Leslie Jane Ferrar, CVO (* 20. Juli 1955) ist eine britische Wirtschaftsprüferin.

## Leben
Leslie Jane Ferrar ist eine Enkelin des Schriftstellers Bruce Marshall. Sie besuchte die Woldingham School und studierte an der Durham University Chemie. 1976 begann sie für KPMG zu arbeiten, wo sie 1988 zum Partner aufstieg. 1996 nahm sie am Advanced Management Program der Harvard Business School teil.
Von Januar 2005 bis Juli 2012 war sie als Treasurer für die Finanzen von  Charles, Prince of Wales verantwortlich. Seither war sie in verschiedenen Aufsichtsräten und Beiräten tätig. Sie ist Vorstandsmitglied der Chartered Accountans Company, einer Livery Company der City of London.
Leslie Ferrar gehört der römisch-katholischen Kirche an und ist in ihr vielfältig engagiert, darunter als Trustee des Erzbistums Westminster. Am 6. August 2020 ernannte Papst Franziskus sie als eine von sechs Frauen, darunter Ruth Kelly, Charlotte Kreuter-Kirchhof und Marija Kolak, zum Mitglied des Vatikanischen Wirtschaftsrates.

## Auszeichnungen
- Royal Victorian Order, Commander[5]